# Пронино (Самарская область)
Про́нино — железнодорожная станция (населённый пункт) в Клявлинском районе Самарской области России. Относится к муниципальному образованию «сельское поселение Борискино-Игар». Прежнее название — разъезд Хатаевич.
Первоначально населённый пункт был назван в честь Менделя Хатаевича. В 1937 году разъезд Хатаевич был переименован в Пронино в честь М. В. Прониной — общественного деятеля, убитой 11 декабря 1936 года в Мелекессе (ныне Димитровград).
По планам 1950-х годов Пронино должно было стать крупным железнодорожным узлом.

## Экономика
- ОАО «Пронинский Шпалопропиточный Завод». На заводе действует узкоколейная железная дорога. В 2010 году завод был признан банкротом[2].

## Образование
- ПРОНИНСКИЙ филиал ГБОУ СОШ N2 ИМ ВАЛЕРИЯ МАСКИНА Ж.Д.СТ КЛЯВЛИНО